# Märkisch-Oderland
Märkisch-Oderland là một Kreis (huyện) thuộc bang Brandenburg, Đức.

## Huy hiệu
| Coat of arms |

## Thị trấn và đô thị
| Amt-free towns | Ämter | |
| --- | --- | --- |
| 1. Altlandsberg 2. Bad Freienwalde 3. Müncheberg 4. Seelow 5. Strausberg 6. Wriezen Amt-free municipalities 1. Fredersdorf-Vogelsdorf 2. Hoppegarten 3. Letschin 4. Neuenhagen 5. Petershagen-Eggersdorf 6. Rüdersdorf | 1. Barnim-Oderbruch [seat: Wriezen] 1. Bliesdorf 2. Neulewin 3. Neutrebbin 4. Oderaue 5. Prötzel 6. Reichenow-Möglin 2. Falkenberg-Höhe 1. Beiersdorf-Freudenberg 2. Falkenberg1 3. Heckelberg-Brunow 4. Höhenland 3. Golzow 1. Alt Tucheband 2. Bleyen-Genschmar 3. Golzow1 4. Küstriner Vorland 5. Zechin 4. Lebus 1. Lebus1, 2 2. Podelzig 3. Reitwein 4. Treplin 5. Zeschdorf | 5. Märkische Schweiz 1. Buckow1, 2 2. Garzau-Garzin 3. Oberbarnim 4. Rehfelde 5. Waldsieversdorf 6. Neuhardenberg 1. Gusow-Platkow 2. Märkische Höhe 3. Neuhardenberg1 7. Seelow-Land [seat: Seelow] 1. Falkenhagen 2. Fichtenhöhe 3. Lietzen 4. Lindendorf 5. Vierlinden |
| 1seat of the Amt; 2town | | |